# Aeroportul Internațional Ta'izz
Aeroportul Internațional Ta'izz (IATA: TAI, ICAO: OYTZ) este un aeroport din Ta'izz, Guvernoratul Ta'izz, Yemen ce deservește zona Ta'izz.
Situat la o altitudine de 1.474 m, aeroportul dispune de o singură pistă. Este operat de Houthis.